# Kento Misao
Kento Misao (ur. 16 kwietnia 1996 w Tokio) – japoński piłkarz występujący na pozycji pomocnika.

## Kariera piłkarska
Od 2015 roku występował w Tokyo Verdy i Kashima Antlers.